# Ciudad Real Madrid
La Ciudad Real Madrid (in italiano Città del Real Madrid) è il centro sportivo del Real Madrid, situato alla periferia di Madrid nel Parco di Valdebebas, nelle vicinanze dell'Aeroporto di Madrid-Barajas. Inaugurato il 30 settembre 2005 sotto la presidenza di Florentino Pérez, ha preso il posto della vecchia Ciudad Deportiva, i cui terreni sono stati venduti per circa 480 milioni di euro.
Vanta una superficie di circa 1 200 000 m², dei quali fino ad oggi ne sono stati sviluppati solo 300 000.
La prima fase della costruzione, dal costo di 70 milioni di euro, ha previsto la costruzione di installazioni mediche e d'allenamento per la prima squadra e il settore giovanile.
Il centro include 12 campi d'allenamento e uno stadio da 9000 posti (intitolato ad una delle leggende del club, Alfredo di Stéfano), dove abitualmente gioca le sue partite casalinghe la seconda squadra blanca, il Real Madrid Castilla. Il progetto finale è quello di portare lo stadio alla capacità di 25 000 spettatori, una volta terminata la quarta fase di sviluppo del centro sportivo.
All'interno della struttura sono situati anche gli studi di Real Madrid TV, l'organo ufficiale d'informazione televisiva del club merengue.
Nel settembre 2013 sono stati ultimati anche i lavori per la costruzione delle abitazioni per i giocatori. La cosa permetterà alla prima squadra di calcio e pallacanestro di radunarsi e riposare direttamente al centro di allenamento prima degli incontri casalinghi. L'opera comprende 60 appartamenti divisi su due piani che occuperanno circa 7000 m². Il costo complessivo dell'opera sarà di circa 17 milioni di euro.
Da gennaio 2014 sono operativi anche gli appartamenti per gli atleti del settore giovanile provenienti da fuori Madrid. Tale opera ha significato la fine della terza fase dello sviluppo del centro sportivo.